# Шамаль (вітер)

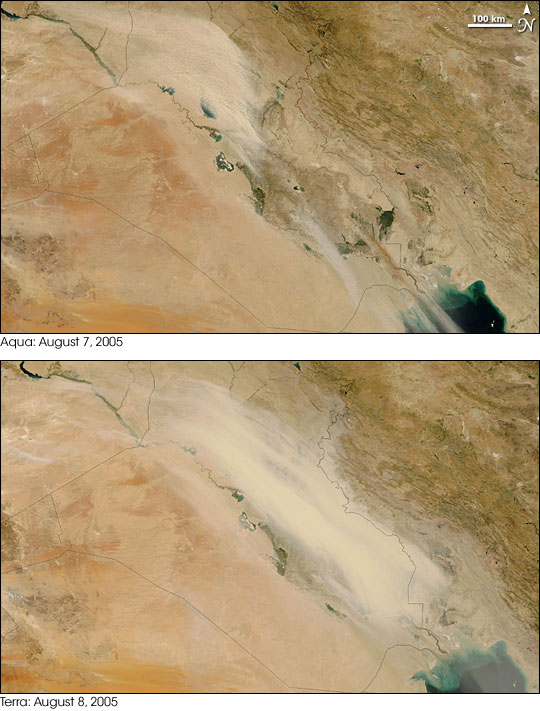
Шамаль, що закриває Ірак

Шамаль — північно-західний вітер, що дме над Іраком, Перською затокою та навколишніми країнами, зокрема Саудівською Аравією та Кувейтом, часто дуже сильний удень, але слабкіший уночі. Цей вітер може виникати у різні пори року кілька разів на рік, але найчастіше це трапляється узимку. Оскільки вітер починається у пустельних районах Йорданії та Сирії, він несе велику кількість пилу і викликає сильні пилові бурі, що вражають Ірак.